# Paramacroceps bucharicus
Paramacroceps bucharicus är en insektsart som beskrevs av Dubovsky 1968. Paramacroceps bucharicus ingår i släktet Paramacroceps och familjen dvärgstritar. Inga underarter finns listade i Catalogue of Life.